# Falsilunatia pseudopsila
Falsilunatia pseudopsila is een slakkensoort uit de familie van de Naticidae. De wetenschappelijke naam van de soort is voor het eerst geldig gepubliceerd in 1963 door Barnard.